# Scleromitrion
Scleromitrion es un género de unas seis o siete especies del grupo Hedyotis-Oldenlandia, de la tribu de las espermacoceas (de la familia de las rubiáceas).

## Taxonomía
Scleromitrion es un género basado en S.angustifolium (Cham. & Schltdl.) Benth., Hooker's J. Bot. Kew Gard. Misc. 4: 172 (1852)
S. angustifolium Benth. ( bas. Hedyotis angustifolia Cham. et Schltdl. syn. H. tenelliflora Blume)
S. brachypodum (DC) T.C.Tsu (basónimo Hedyotis brachypoda (DC.) Sivar et Biju)
S. diffusum (Willd.)R.J.Wang (bas. Hedyotis diffusa Willd.)
S. koanum R.J.Wang (Hediotys koana R J Wang)
S. pinifolium R.J.Wang (bas. Hedyotis pinifolia Wall.ex G.Don)
S. sirayanum   T.C. Hsu et Z.H. Chen

S. verticilatum R.J.Wang (bas. Hedyotis verticillata (L.) Lam., Hedyotis verticillaris auct. non Wall. ex Wight & Arn.)